# Gosau
Gosau est une commune autrichienne ainsi qu'une station de ski située dans le district de Gmunden, dans le sud-ouest du Land de Haute-Autriche. Le territoire communal fait partie du paysage culturel de Hallstatt-Dachstein/Salzkammergut, l'un des dix sites inscrits au patrimoine mondial en Autriche.

## Géographie

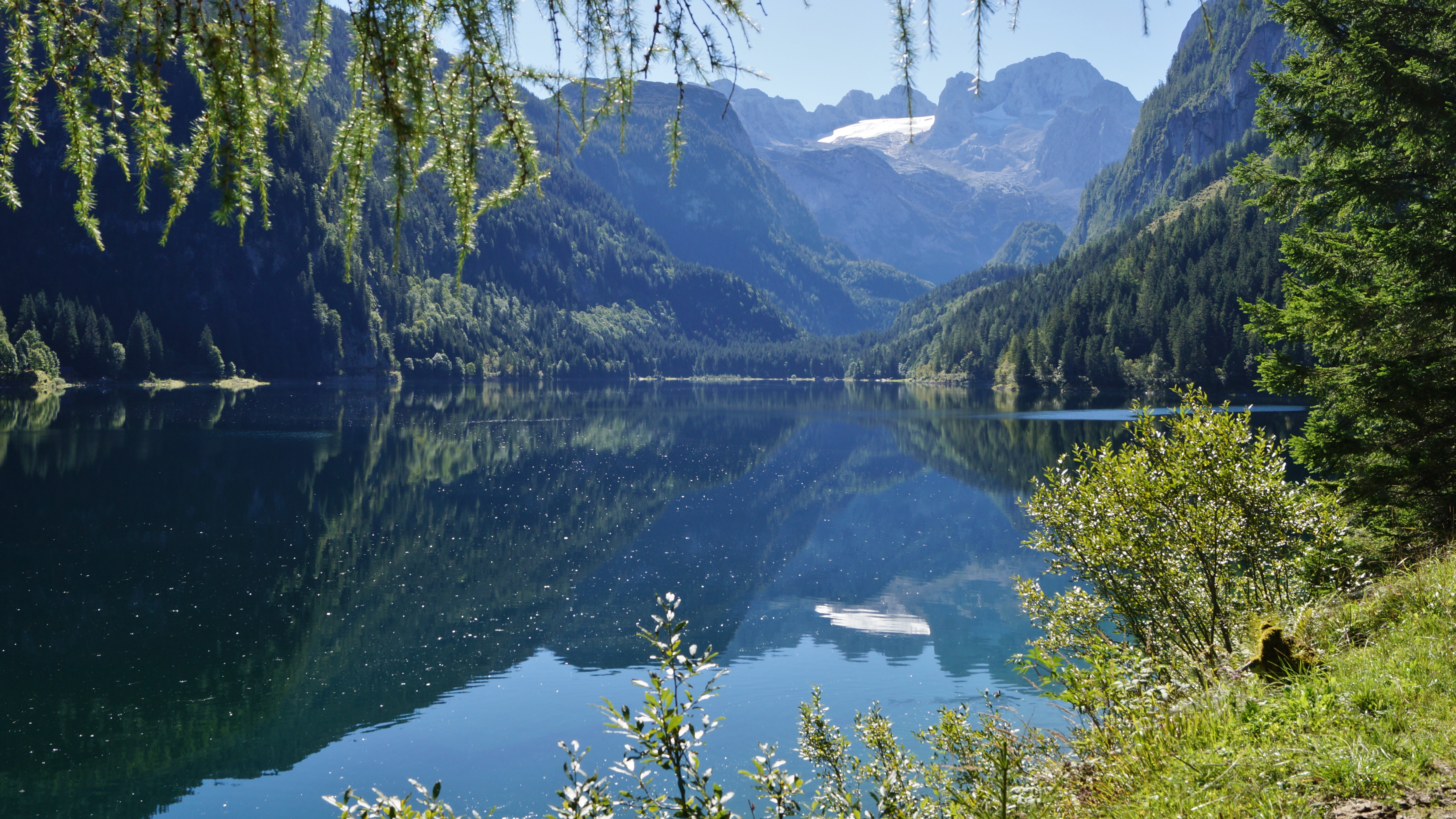
Le lac antérieur de Gosau et le massif du Dachstein.

La commune se situe dans le Salzkammergut, dans le sud de la région de Traunviertel, au milieu de la vallée dont elle porte le nom (Gosautal). Elle s'étend sur les bords du torrent du Gosaubach qui coule vers l'est pour se jeter dans le lac de Hallstatt parcouru par la rivière Traun. La largeur maximale du territoire communal est de 13,1 km du nord au sud et de 17,4 km d'ouest en est ; 58,9 % du territoire est boisé. La partie méridionale est constituée en réserve naturelle Natura 2000.
Le bourg de Gosau est située à une altitude de 767 m. De là, une route remonte la vallée en direction du sud, jusqu'aux lacs de Gosau, au pied nord du massif du Dachstein. Près du sommet du Hoher Dachstein, point culminant du massif à 2 995 m d'altitude, se trouve le tripoint de la Haute-Autriche, du Land de Salzbourg et de la Styrie. Les montagnes au nord de la vallée font partie du massif du Salzkammergut. Vers l'ouest, une autre route relie Gosau à la vallée de la Lammer dans le Land de Salzbourg.

## Histoire
La contrée du Traungau, qui faisait au Moyen Âge partie du duché de Bavière, était le pays d'origine des Otakars, margraves puis ducs de Styrie. En 1254, elle passa au duché d'Autriche, à l'époque où le fief était sous la domination du roi Ottokar II de Bohême. Néanmoins, le peuplement de la vallée de Gosau, mentionnée pour la première fois en 1231, procède à l'initiative des moines de l'abbaye Saint-Pierre de Salzbourg. En 1295, elle fut le théâtre  d'affrontements entre les forces d'Albert Ier de Habsbourg, duc d'Autriche et de l'archevêché de Salzbourg.
Au plus tard depuis 1441, la vallée fait partie intégrante de la principauté d'Autriche-au-dessus-de-l'Enns ('Österreich ob der Enns', aujourd'hui nommée Haute-Autriche) au sein des territoires héréditaires des Habsbourg. L'église paroissiale Saint-Sébastien a été consacrée en 1507. En raison de son isolement, Gosau fut un centre du protestantisme peu touché par les mesures de la Contre-Réforme.

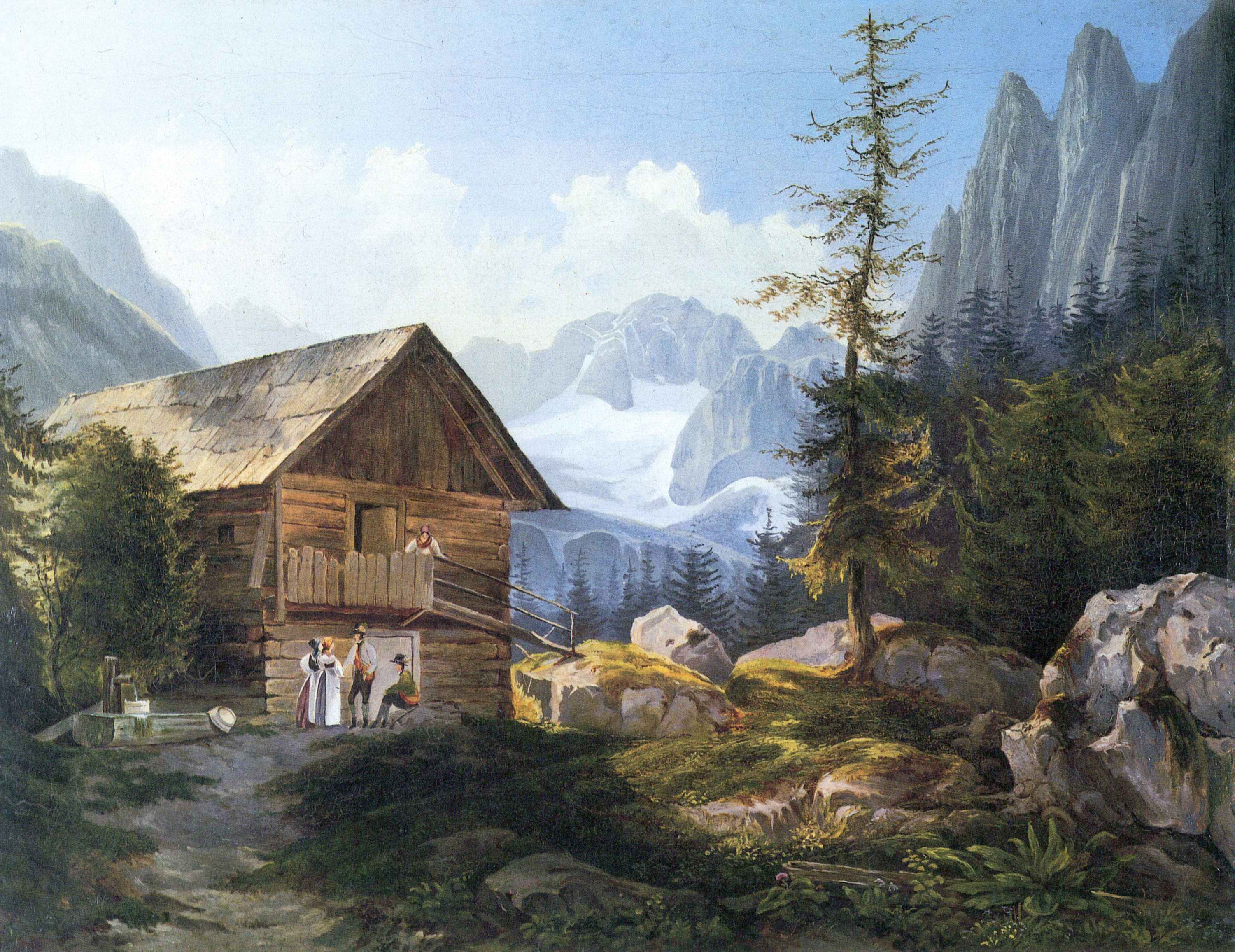
Adalbert Stifter, Im Gosautal (1834).

Pendant les guerres napoléoniennes, Gosau fut occupée à plusieurs reprises sous l'Empire. À partir des années 1840, des alpinistes comme Friedrich Simony effectuent des recherches géomorphologiques et glaciologiques dans les montagnes Dachstein ; peu tard, la région au sud de Bad Ischl est devenue est une destination très prisée des touristes. Le paysage montagneux était très en faveur chez les peintres de la période Biedermeier, dont Adalbert Stifter, Ferdinand Georg Waldmüller et Friedrich Gauermann. Une église protestante a été édifiée en 1869. Après l’Anschluss en 1938, la commune fit partie du Reichsgau Oberdonau de l'Allemagne nazie. La population de la commune décline depuis 2001, passant de 1.949 habitants alors à 1.904 en 2004.
En 2012, Gosau a servi de décor au film Le Mur invisible (Die Wand), une œuvre du réalisateur Julian Pölsler d'après le roman de Marlen Haushofer.

## Économie
Si les habitants de Gosau travaillèrent longtemps comme éleveurs de bétail et ouvriers dans les salines de Hallstatt, le tourisme est aujourd'hui la principale source de revenus de la ville, comme d'ailleurs du reste de la région.

## Domaine skiable
Le domaine skiable de Gosau est entièrement relié au domaine skiable Skiregion Dachstein West, l'un des plus vastes d'Autriche.

## Attractions
- les lacs de Gosau (Gosauseen)
- le massif du Dachstein
- le Musée Schmiedbauern

## Personnalités
- Paul Jaeg (né en 1949), écrivain, éditeur et artiste contemporain.